# Giáo hội Trưởng lão

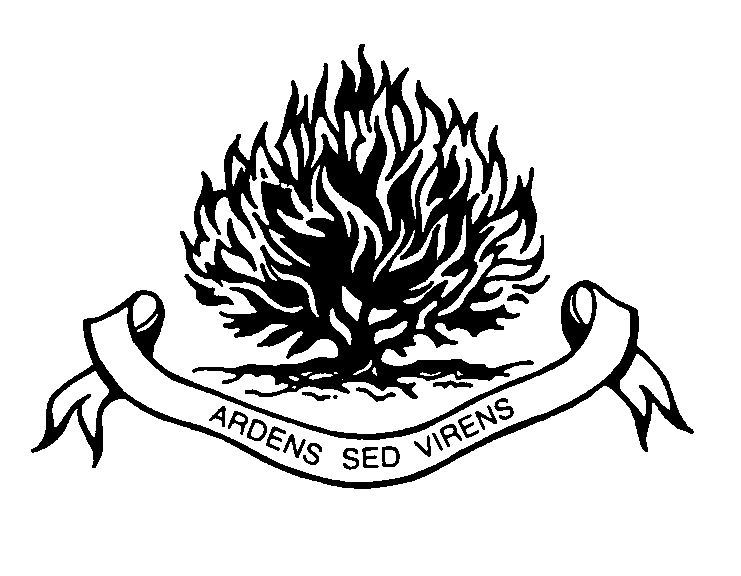
Biểu tượng bụi cây cháy được sử dụng phổ biển bởi các giáo hội Presbyterian, ở đây là tại Ireland. Dòng chữ Latinh nghĩa là "đốt cháy nhưng triển nở". Các phiên bản khác cũng được sử dụng như "bốc cháy mà không thiêu rụi".

Giáo hội Trưởng lão, hay Giáo hội Trưởng nhiệm, là một nhánh Kháng Cách có nguồn gốc từ đảo Anh, đặc biệt là Scotland.
Các giáo hội trưởng lão lấy tên từ thể chế trưởng lão trong quản trị giáo hội, được điều hành bởi các hội đồng đại diện của các trưởng lão. Một số lượng lớn các giáo hội Cải cách được tổ chức theo cách này, nhưng từ "Presbyterian", khi được viết hoa, thường được áp dụng duy nhất cho các giáo hội có nguồn gốc từ Giáo hội Scotland, cũng như một số nhóm ly khai người Anh hình thành trong cuộc Nội chiến Anh.
Cũng như các giáo hội Cải cách lục địa, các giáo hội Trưởng lão chịu ảnh hưởng từ thần học của Jean Calvin. Trưởng lão phái truy nguyên nguồn gốc của mình đến cuộc Cải cách tôn giáo Scotland dưới sự lãnh đạo của John Knox. Có nhiều giáo hội ly khai trong cộng đồng Trưởng lão tại nhiều quốc gia. Hơn nữa, cộng đồng này còn bị chia cắt vì những lý do thần học, nhất là khi bộc phát Phong trào Khai sáng. Thần học Trưởng Lão đặc biệt nhấn mạnh đến quyền tể trị của Thiên Chúa, bao gồm sự cứu rỗi dành cho con người, xem trọng thẩm quyền của Kinh Thánh, và tính thiết yếu của trải nghiệm quy đạo bởi ân điển, qua đức tin vào Chúa Giê-su.

## Lịch sử
Thuật ngữ Trưởng Lão đến từ Hi văn presbyteros (πρεσβύτερος), nghĩa là "bậc trưởng thượng", ngụ ý những người được tôn trọng trong cộng đồng và thường không tính đến tuổi tác. Thể chế Trưởng Lão phổ biến trong cộng đồng Kháng Cách, phỏng theo mô hình của cuộc cải cách tại Thuỵ Sĩ. Ở Anh quốc, Scotland và Ireland, do đó các giáo hội cải cách chấp nhận thể chế Trưởng Lão thay vì thể chế giám mục thường được gọi chung là Giáo hội Trưởng Lão.
John Knox (1505-1572), một người Scotland từng theo học Calvin ở Geneva, trở về Scotland và thuyết phục Quốc hội Scotland chấp nhận cuộc Cải cách Kháng nghị trong năm 1560. Giáo hội Scotland dần dần được cải cách theo khuynh hướng Trưởng Lão. Ở Ái Nhĩ Lan, Giáo hội Trưởng Lão được hình thành từ Giáo hội Scotland và về sau trở thành Giáo hội Trưởng Lão Ái Nhĩ Lan. Tại Anh, Trào lưu Trưởng Lão được hình thành trong bí mật từ năm 1572, cuối thời trị vì của Elizabeth I tại Anh. Năm 1647, theo một đạo luật được thông qua bởi Quốc hội Anh (Long Parliament) đang dưới quyền kiểm soát của những người Thanh giáo, Giáo hội Anh chấp nhận thể chế Trưởng Lão. Sau khi vương quyền được tái lập năm 1660, giáo hội trở lại thể chế giám mục ở Anh (và trong một thời gian ngắn ở Scotland); giáo hội Trưởng Lão ở Anh vẫn tiếp tục tồn tại như một thực thể bên ngoài quốc giáo. Năm 1719, một sự phân ly lớn, cuộc tranh luận Salter's Hall, xảy ra; với đa số nghiêng về quan điểm phi-Ba Ngôi. Cho tới thế kỷ 18, nhiều giáo đoàn trưởng Lão tại Anh đã theo giáo lý Nhất vị luận (Unitarianism).
Học thuyết Trưởng Lão được giới thiệu vào Ái Nhĩ Lan bởi các giáo sĩ và những di dân đến định cư tại Ulster. Năm 1642, Đoàn Trưởng Lão (Presbytery) Ulster được thành lập độc lập với quốc giáo (Anh giáo). Tín hữu Trưởng Lão, cùng tín hữu Công giáo, ở Ulster và Ái Nhĩ Lan trở nên nạn nhân của sự kỳ thị bởi Luật Penal cho đến khi luật này bị thu hồi vào đầu thế kỷ 19. Cả ba nhánh của Trưởng Lão, cũng như các tín hữu của các hội thánh độc lập, cùng các giáo phái Cải cách Hà Lan, Đức và Pháp tại Hoa Kỳ hiệp nhất với nhau để thành lập Giáo hội Trưởng Lão Hoa Kỳ (năm 1706).
Ở Anh, những người nhập cư đến từ Scotland trong thế kỷ 19 cùng nhau thành lập các nhà thờ Trưởng Lão, dần dần gia nhập Giáo hội Trưởng Lão Anh quốc. Năm 1972, Giáo hội Trưởng Lão Anh quốc hiệp nhất với Giáo hội Tự trị Giáo đoàn ở Anh và xứ Wales để trở thành Giáo hội Cải cách Hiệp nhất.
Tại Wales có Giáo hội Trưởng Lão xứ Wales.
Tại Canada, giáo hội Trưởng Lão lớn nhất – cũng là giáo phái Kháng Cách lớn nhất của quốc gia này – là Giáo hội Trưởng Lão Canada, thành lập năm 1875; đến năm 1925 có 70% số giáo đoàn hiệp nhất với Giáo hội Giám Lý Canada và Liên hiệp Tự trị Giáo đoàn Canada để thành lập Giáo hội Canada Hiệp nhất.

## Đặc điểm

Thập tự giá Trưởng Lão

### Tổ chức
Tín hữu Trưởng Lão tự phân biệt mình với các giáo phái khác qua thần học và cấu trúc tổ chức, hoặc theo cách gọi của họ, "trật tự trong giáo hội". Khởi nguyên của các giáo hội Trưởng Lão là Thần học Calvin, cơ cấu tổ chức của giáo hội dựa trên các Trưởng Lão. Chức vụ trưởng lão được phân biệt theo chức năng do giáo hội uỷ nhiệm: trưởng lão chuyên trách giảng dạy và trưởng lão đảm nhiệm công việc quản trị. Cả hai đều được tấn phong và có quyền tham dự các hội đồng giáo đoàn (session), chịu trách nhiệm về kỷ luật, giáo huấn và truyền giáo của giáo đoàn. Thường khi, đặc biệt là ở các giáo đoàn lớn, nhiệm vụ quản lý việc xây dựng cơ sở vật chất, tài chính, giúp đỡ người thiếu thốn trong giáo đoàn được giao cho một nhóm viên chức được giáo đoàn bầu chọn gọi là chấp sự, trong khi các trưởng lão chuyên trách giảng dạy (mục sư) chịu trách nhiệm về giáo huấn, tổ chức thờ phượng và ban thánh lễ. Mỗi giáo đoàn có quyền chọn và mời mục sư đến quản nhiệm, nhưng quyết định này phải được phê chuẩn bởi Đoàn Trưởng Lão (Presbytery).
Cấp trên của hội đồng giáo đoàn (session) là Đoàn Trưởng Lão, gồm có các mục sư và các trưởng lão đến từ các giáo đoàn. Đoàn Trưởng Lão gởi đại biểu đến dự các hội đồng cấp vùng hoặc cấp quốc gia gọi là Đại hội đồng, mặc dù đôi khi hiện hữu một cấp trung gian gọi là giáo hạt (synod). Cấu trúc giáo đoàn/trưởng lão đoàn/giáo hạt/đại hội đồng/ được áp dụng tại các giáo hội Trưởng lão có quy mô lớn như Giáo hội Scotland hoặc Giáo hội Trưởng Lão Hoa Kỳ; trong các giáo hội nhỏ hơn, cấu trúc này thường được giản lược bằng cách loại bỏ cấp giáo hạt. Hiện nay, Giáo hội Scotland cũng không còn duy trì cấp giáo hạt.
Giáo hội Trưởng Lão đặc biệt quan tâm đến giáo dục, nghiên cứu Kinh Thánh, các tác phẩm thần học, sự thông hiểu và giải thích các học thuyết của giáo hội thể hiện qua các bản tín điều được chấp nhận bởi các giáo phái thuộc cộng đồng Trưởng Lão. Quan điểm phổ biến trong giáo hội là kiến thức giúp thực hành tốt đức tin; tín hữu Trưởng Lão chú trọng đến việc biểu thị đức tin không chỉ bằng lời nói mà còn bằng việc làm, qua sự thể hiện tính hào phóng, hiếu khách và lòng kiên trì theo đuổi những mục tiêu cải cách và công bằng xã hội, cũng như công bố phúc âm của Chúa Cơ Đốc.

### Thần học
Theo truyền thống, thần học Trưởng Lão được biểu thị qua các bản tín điều, nghĩa là các giáo lý được phổ biến trong giáo hội phải xứng hiệp với các tiêu chuẩn thần học. Một số giáo hội Trưởng Lão chấp nhận Tín điều Westminster là chuẩn mực thần học và các mục sư được yêu cầu phải công khai chấp nhận trong khi hai sách giáo lý Westminster (lớn và nhỏ) chỉ được chuẩn thuận để sử dụng trong việc dạy đạo. Nhiều giáo phái Trưởng Lão, nhất là ở khu vực Bắc Mỹ, chấp nhận bản Tiêu chí Westminster (Westminster Standards – bao gồm Tín điều Westminster và hai sách giáo lý Westiminster) là chuẩn mực thần học của họ, chỉ dưới Kinh Thánh. Những văn kiện này thể hiện khuynh hướng thần học Calvin, dù có một số phiên bản có chủ trương dung hoà như các văn kiện phổ biến ở Hoa Kỳ.